# جونگ یو می (بازیگر، زاده ۱۹۸۴)
این یک نام کره‌ای است؛ نام خانوادگی جونگ است.
جونگ یومی (کره‌ای: 정유미؛ زادهٔ ۲۳ فوریه ۱۹۸۴) بازیگر اهل کره جنوبی است. او به خاطر ایفای نقش در شاهزاده زیرشیروانی و شش اژدهای پرنده شناخته می‌شود.

## فیلم‌شناسی

### فیلم
| سال  | نام                |
| ---- | ------------------ |
| ۲۰۰۷ | هوانگ جین یی       |
| ۲۰۱۱ | تو حیوون خونگی منی |
| ۲۰۱۲ | عشق در هوا         |
| ۲۰۱۴ | تونل               |

### مجموعه تلویزیونی
| سال  | نام                | نقش                        | شبکه تلویزیونی |
| ---- | ------------------ | -------------------------- | -------------- |
| ۲۰۱۰ | دونگ‌یی             | جونگ ایوم                  | ام بی سی       |
| ۲۰۱۱ | وعده هزار روز      | هیانگ گی                   | اس بی اس       |
| ۲۰۱۲ | شاهزاده زیرشیروانی | شاهزاده هوایونگ/هونگ سه نا | اس بی اس       |
| ۲۰۱۳ | مامان شگفت‌انگیز    | یونگ چائه                  | اس بی اس       |
| ۲۰۱۳ | غلبه بر شهر        | لی دان بی                  | کی بی اس       |
| ۲۰۱۴ | باغ مادر           | سئو یون جو                 | ام بی سی       |
| ۲۰۱۵ | خدمتکاران          | گوک این یوب                | جی‌تی‌بی‌سی       |
| ۲۰۱۵ | شش اژدهای پرنده    | یئون هی                    | اس بی اس       |
| ۲۰۱۶ | خدای نودل          | یئو کیونگ                  | کی بی اس       |
| ۲۰۱۷ | مرحبا به زندگی من  | ها دونا                    | اس بی اس       |
| ۲۰۱۸ | زوج محقق           | اون سول                    | ام‌بی‌سی         |
| ۲۰۲۴ | ملکه وو            | وو سون                     | تیوینگ         |